# Suwannee
Suwannee is een rivier met een lengte van 396 km. De rivier ontspringt in het Okefenokeemoeras in Georgia en stroomt verder door het noorden van Florida. Door baggerwerken is de Suwannee over 217 km bevaarbaar. De rivier mondt uit in de Golf van Mexico.

## Trivia
Het lied Suwannee River / Swanee River is naar deze rivier genoemd.